# Михайловка (Дагестан)
Михайловка — упразднённое село в Дербентском районе Дагестана. В 1965 году включено в состав поселка Мамедкала.

## Географическое положение
Располагалось на левом берегу реки Дарвагчай, в 3 км к северо-востоку от железнодорожной станции Мамедкала. В настоящее время представляет собой микрорайон посёлка Мамедкала.

## История
До революции 1917 года на месте села располагалось имени граф Павла Бенкендорфа. Во время гражданской войны имение было разорено и заброшено. В 1921 году на базе бывшего имения и графских виноградников был создан один из первых в Дагестане совхозов, который получил название «Михайловка». Рядом с посёлком совхоза образовался хутор Красный Труд. К 1923 году совхоз был объединен с соседним совхозом «Геджух» созданным на месте имения графа Воронцова-Дашкова, объединённый совхоз получил название «Геджух-Михайловка». По данным на 1926 год в совхоз Михайловка состоял из 44 хозяйств, а хутор Красный Труд из 38 хозяйств, в административном отношении населённые пункты входили в состав Великентского сельсовета. В 1930-е годы посёлок совхоз Михайловка и хутор были переданы в состав Деличубанского сельсовета. В 1934 году совхоз «Геджух-Михайловка» был переименован в «Красный Партизан». В 1942 году Деличубанский сельсовет был ликвидирован, на части его территории образован Михайловский сельсовет с центром в хуторе Красный Труд, который был объединен с поселком совхоза «Михайловка», объединённый населённый пункт получил название село Михайловка. В 1944 году совхоз «Красный Партизан» был разукрупнен и на базе Михайловского отделения создан совхоз имени Ш. Алиева. В 1948 году в Михайловке был создан мясо-молочный колхоз «Оборона страны», а центральная усадьба совхоза перенесена в посёлок МРМ (машинно-ремонтная мастерская) на станции Мамедкала. В 1961 году Михайловский сельсовет был переименован в Первомайский, центр перенесен в село имени Мичурина (быв. Оборона страны), а село Михайловка передано в Мамедкалинский сельсовет. В 1965 году при образовании посёлка городского типа Мамедкала село Михайловка было включено в его состав.

## Население
| год     | 1926 | 1939 |
| ------- | ---- | ---- |
| человек | 161  | 178  |

Национальный состав
По переписи 1926 года в совхозе Михайловка жили даргинцы (53 %), русские (29 %), осетины (6 %), персы (5 %) и пр., на хуторе Красный Труд основное население составляли русские (82 %), лезгины и кумыки (по 4 %) персы (3 %) и пр..

### Комментарии
1. ↑  совхоз Михайловка + хутор Красный Труд